# Punta Veier
La punta Veier es un cabo cubierto de nieve que marca el punto más meridional de la península del mismo nombre de la costa Oscar II en el este de la península Antártica. Marca la entrada de la caleta Adie (al oeste) y la ensenada Stratton (al este).

## Historia y toponimia
El explorador noruego Carl Anton Larsen descubrió en 1893 lo que describió como una isla en este sitio el 9 de diciembre de 1893. Fue vista por primera vez por Soren Andersen, primer oficial del buque Jason, y fue nombrada Veieroen en referencia a la isla noruega de Veierland. En 1955 el British Antarctic Survey descubrió que la presunta isla era una península. Con el fin de preservar el nombre original de Larsen en el área, el nombre de Veier ha sido aprobado para el promontorio descrito.
También ha sido denominada de forma incorrecta como isla Wetter, isla Weather o isla del Tiempo. En 1948, un mapa chileno le dio el nombre isla Diego Portales.

## Reclamaciones territoriales
Argentina incluye a la península antártica en el departamento Antártida Argentina dentro de la provincia de Tierra del Fuego, Antártida e Islas del Atlántico Sur; para Chile forma parte de la comuna Antártica de la provincia Antártica Chilena dentro de la Región de Magallanes y de la Antártica Chilena; y para el Reino Unido integra el Territorio Antártico Británico. Las tres reclamaciones están sujetas a las disposiciones del Tratado Antártico.
Nomenclatura de los países reclamantes: 
- Argentina: punta Veier[5][6]
- Chile: península Veier[3]
- Reino Unido: Veier Head[4]